# Richard Cortright
Richard Willis "Dick" Cortright (13 de outubro de 1929 — 4 de setembro de 2009) foi um ciclista olímpico estadunidense. Cortright representou sua nação nos Jogos Olímpicos de Verão de 1952 1956 e 1960.